# Paul Allix
Pour les articles homonymes, voir Allix.
Paul Allix est un organiste et compositeur français né à Paris le 17 novembre 1888 et mort à Cherbourg le 27 novembre 1960. Il a été titulaire du grand orgue de la basilique Sainte-Trinité de Cherbourg jusqu'en 1958, Il sera remplacé par André Pagenel, organiste de la basilique de 1958 à 1966. (Certaines sources donnent par erreur 1974 pour l'année de la mort de Paul Allix).

## Biographie
Il fait ses études musicales à l'Institut national des jeunes aveugles étant lui-même non-voyant. Il travaille l'orgue et la composition avec Adolphe Marty et le piano avec Maurice Blazy. De 1909 à 1960, il est organiste titulaire du grand orgue de la basilique Sainte-Trinité de Cherbourg, où il invite plusieurs organistes, dont André Marchal en 1919. Il y enseigna le piano et l'orgue. Paul Allix rencontre en 1919 une jeune cherbourgeoise, Andrée Lemoigne (22/10/1898 - 30/07/1990). Ils se marient le 19 août 1919. Le couple s’établie au 37, rue Guillaume Fouace à Cherbourg. De cette union naîtront 3 enfants : Pierre, Jean et Marie-Thérèse.

## Œuvres
Paul Allix a composé plusieurs pièces pour piano, des motets religieux et des pièces d'orgue :

### Œuvres Vocales
- Œuvres religieuses :
- Salut au très Saint Sacrement - motets à quatre voix mixtes - a cappella (œuvre dédiée à l'Abbé Richard, Maître de Chapelle de l'Institut St-Paul à Cherbourg); Ave verum ; Ave Maria ; Tu es Petrus ; Tantum ergo ; Cor Jesu. (Manuscrit : Basilique de la Trinité, Cherbourg).
- Salut du Saint Sacrement - motet à quatre voix mixtes - a cappella : Ave verum ; A la Sainte Vierge (Ave virgo) ; Tu es Petrus ; Tantum ergo ; Après la bénédiction (Laudate Dominum). (Manuscrit : Basilique de la Trinité, Cherbourg).
- Motet : Regina Coeli : pour soprano, ténor, basse et orchestre (Flûte ; hautbois, clarinette ; quatuor à cordes). (Manuscrit : Basilique de la Trinité, Cherbourg).
- Messe pour la Sainte-Trinité, 4 voix mixtes et orgue (Manuscrit : Basilique de la Trinité, Cherbourg).
- Dors, ma colombe (Noël Alsacien) Harmonisation à 4 voix mixtes de P. Allix. (Manuscrit : Basilique de la Trinité, Cherbourg).
- Mélodies :
- Pensée d'automne, sur des Poèmes d'André Allix (frère de Paul Allix), Editions B. Roudanez, Paris (Source : Gallica)
- Berceuse, Chant et Piano, Poésie de H. Chantavoine (A Madame Solin) Paris, B. Roudanez Editeur, B. 239 R.

### Œuvres pour orgue
- Sonate pascale (sur la séquence Victimae paschali) : sonate pour orgue. 1914 (non retrouvée)

- Communion, (à M. l'Abbé Richard, professeur à l'Institut St-Paul de Cherbourg) pour orgue. (Œuvre publiée en 1914  dans "Les Maîtres Contemporains de l'orgue", volume 4, Jos. Joubert, Ed. SENART)

- Andantino, (à M. l'Abbé Richard, professeur à l'Institut St-Paul de Cherbourg) pour orgue. (Œuvre publiée en 1914 dans "Les Maîtres Contemporains de l'orgue", volume 4, Jos. Joubert, Ed. SENAR
- Prélude Symphonique sur le psaume 68  (à mon ami André Marchal) 1917 L’organiste (1947)
- Adoration, (à M. Marcel Adam) L'Organiste 1935
- Méditation pastorale. L'Organiste 1935
- Triptyque Marial : Ave Maris Stella ; Ave Virgo Virginum ; Ave regina coelorum. (à mon ami Joseph Noyon)  L’Organiste 1936
- Trois préludes pour orgue : Joyeux, Douloureux et Glorieu. (à mon ami Louis Gallet) L'Organiste, 3ème année, 1936-1937
- Variations sur un thème de Bach [Marche 1725 Bwv Anh.122]. (à mon ami Henri Lecarpentier) L'Organiste 1937
- Allegretto. (à ma fille Marie-Thérèse Allix)   L'Organiste 1941
- Prélude pour le graduel. (à ma collègue et amie Mlle Legras [Organiste de Notre-Dame du Vœu à Cherbourg])  L'Organiste 1941
- Prélude pour la Communion.  L'Organiste 1941
- Prélude à l'offertoire, pour orgue (à mon ami Marcel Dupont, organiste à Dol) [puis à Notre-Dame du Vœu à Cherbourg]) L’Organiste 1948
- Variations sur Noël : "J'entends un grand bruit dans la nuit" pour orgue (à M. Vauquelin le Trouveur) L’Organiste 1947
- Intermezzo (à mon fils Jean Allix) pour orgue L'Organiste
- Rhapsodie sur des Noëls pour orgue 1948
- Verset pour l'office des défunts pour orgue 1960

### Œuvres pour piano
- Esquisses, cinq petites pièces pour piano
- Enfantillages, six pièces pour piano, annotées et doigtées par Blanche Selva
- Pages anciennes, huit pièces pour piano, annotées et doigtées par Blanche Selva
- Berceuse et ronde, pour piano
- Au soir, pour piano
- Marche Au tombeau (A mon ami André Marchal) pour piano, édition Mutuelle, 269 rue St Jacques, Paris (Source BnF, Gallica)

## Sources
- Abbé Joubert, Les Maîtres contemporains de l'orgue, vol. 4 (lire en ligne)
- L'Organiste, Procure  du Clergé - Musique sacrée - Paris
- Communication à la Société Nationale Académique de Cherbourg lors de la séance du 8 avril 2001, par Jacques Laniéce. "Hommage à Monsieur Paul Allix, Professeur de Musique".
- Bibliothèque de la Basilique de la Trinité à Cherbourg. (Partitions de l'ancienne maîtrise paroissiale)
- Archives des Amis de l'orgue de la Basilique de la Trinité à Cherbourg.
- BnF